# Magusa (bướm đêm)
Magusa là một chi bướm đêm thuộc họ Noctuidae.

## Loài
- Magusa erema Hayes, 1975
- Magusa divaricata (Grote, 1874)
- Magusa orbifera (Walker, 1857)